# Park Skateboarding

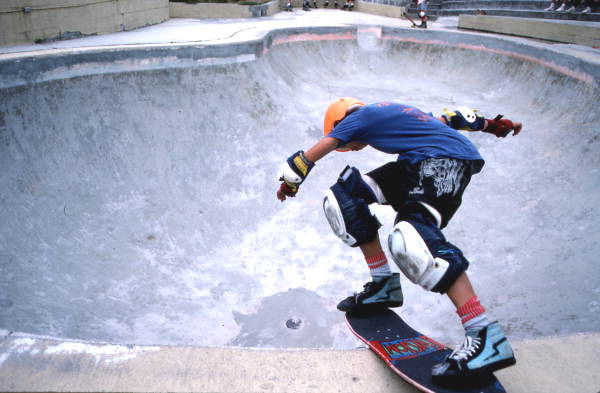
Ein Skateboarder beim Skaten eines „Skatepools“

Park Skateboarding ist eine Skateboard-Disziplin, die sich auf das Fahren und die Trickausübung in einem großen Skatepark oder einem Skatepool konzentriert. Dabei muss der Fahrer genug Schwung und Geschwindigkeit gewinnen, um Aerials (Luftsprünge) auszuführen oder zu grinden. Park Skateboarding ist eng mit dem Vert Skateboarding verbunden, hat sich aber über die Jahre in Wettkämpfen durchgesetzt und hatte olympisches Debüt bei dem Olympischen Sommerspielen 2020 in Tokio.

## Herkunft
Das Park Skateboarding hat seine Wurzeln im „Pool Riding“ der 1970er Jahre. Zu dieser Zeit erlebte Südkalifornien eine große Dürre. Leere Schwimmbecken in den Vorstädten wurden zu verdunsteten Spielplätzen und brachten eine explosive Skateboard-Szene in Gang. Daraus entwickelte sich wiederum das Vert-Skateboarden, das Fahren auf einer Halfpipe. Vert wurde zu einem beliebten Fahrstil und einer Disziplin in vielen Wettkämpfen wie dem Münster Monster Mastership, dem Slam City Jam, den X-Games und vielen mehr.
Die Disziplin Park trat in den 2010er Jahren vermehrt bei Wettkämpfen auf und ersetzte langsam die Vert-Disziplin. Die Gründe dafür sind höhere Beteiligungsquoten, bessere Zugänglichkeit für Skater weltweit sowie Geschlechtergerechtigkeit. Bei den Olympischen Sommerspielen 2020 gab es für Frauen und Männer erstmals eine Park Disziplin. Die historischen Gewinner waren die Japanerin Sakura Yosozumi und der Australier Keegan Palmer.

## Tricks
Die Tricks beim Park Skateboarding bestehen hauptsächlich aus:
- Aerials: Luftsprünge, meistens mit Drehungen oder Flip-Tricks (wie z. B. einem Kickflip) verbunden
- Grinds: Das Entlangrutschen mit einer oder beiden Achsen des Skateboards am Coping
- Slides: Das Entlangrutschen mit Nose (Spitze des Boards) oder Tail (Ende des Boards)